# Hole (band)
 For alternative betydninger, se Hole (flertydig). (Se også artikler, som begynder med Hole)
Hole var et amerikansk grammy-nomineret, alternative rock-band dannet i Los Angeles i 1989 og opløst igen i 2002. Bandet bestod af vokalist/rytmeguitarist Courtney Love, og sangskriver/lead guitarist Eric Erlandson. Hole blev godt modtaget og blev kommercielt succesfuldt. Gruppens andet album, Live Through This fik en del god kritikerros og anses af nogle som en af de bedste rockudgivelser i 1990'erne.
Hole blev dannet i 1989 af Courtney Love, der tidligere havde spillet i tidlige konstellationer af Babes In Toyland og Faith No More. I 1991 udgav gruppen det kompromisløse album 'Pretty On The Inside', der især opnåede positiv omtale i England.
Da Courtney Love i 1992 giftede sig med Nirvana-ikonet Kurt Cobain blev parret på godt og ondt konge og dronning af rock-verdenen. Rygterne om hvordan Courtney Love tog heroin, mens hun ventede sig med parrets barn fyldte tabloid-pressen, som søbede i den groteske forældremyndighedssag, der efterfølgende kørte mellem parret og de sociale myndigheder.
Fire dage før udgivelsen af Holes andet album 'Live Through This' blev Kurt Cobains lig fundet, hvilket naturligvis skaffede albummet uventet omtale. På trods af at albummet med 'Doll Parts' indeholdt et gigantisk MTV-hit, blev pladens høje kvalitet overskygget af både bassisten Kristen M. Pfaffs heroin-død og af Courtney Loves eget misbrug. Pladen blev dog af bl.a. Rolling Stone[kilde mangler] kåret som årets bedste og det var derfor til manges overraskelse, at Courtney Love efterfølgende valgte at koncentrere sig om en skuespillerkarriere, der bl.a. resulterede i en hovedrolle i The People Vs. Larry Flynt.
I 1998 udkom 'Celebrity Skin', der skulle vise sig at blive Holes sidste album, da Courtney Love officielt stoppede gruppen i 2002.
Med Courtney Love som det kontroversielle omdrejningspunkt har Hole fået en utrolig stor opmærksomhed. Kontroverserne omkring Kurt Cobains enke har dog til en vis grad fjernet fokus fra, at Hole i perioder har været et af de allermest spændende navne på den alternative rock-scene.

## Diskografi

### Albums
- 1991: Pretty On The Inside
- 1994: Live Through This
- 1997: My Body, the Hand Grenade
- 1998: Celebrity Skin